# Stefan Chmielnicki
Stefan Chmielnicki (ur. 3 września 1905 w Kamieńcu Podolskim na Ukrainie, zm. 15 listopada 1982 w Opolu) – polski poeta, satyryk.
Maturę zdał w roku 1927. Studiował w Wyższym Seminarium Duchownym w Łucku na Wołyniu. W swej twórczości debiutował w roku 1933 w tygodniku "Radio". Członek ZLP. Laureat Wojewódzkiej Nagrody Artystycznej za rok 1959.

## Publikacje
- Czarodziejskie Azoty (wodewil)
- Docinki opolskie (wiersze satyryczne)
- Duchy z duszkiem (widowisko)
- Fraszki frasobliwe
- Historyczna lipa (trzy jednoaktówki)
- Przygody barkonautów (powieść dla młodzieży)
- Wiosenne omioty (widowisko satyryczne)
- Zaloty i kłopoty (wodewil)
- Zaślubiny z Odrą (zbiór wierszy)